# Southern Highway

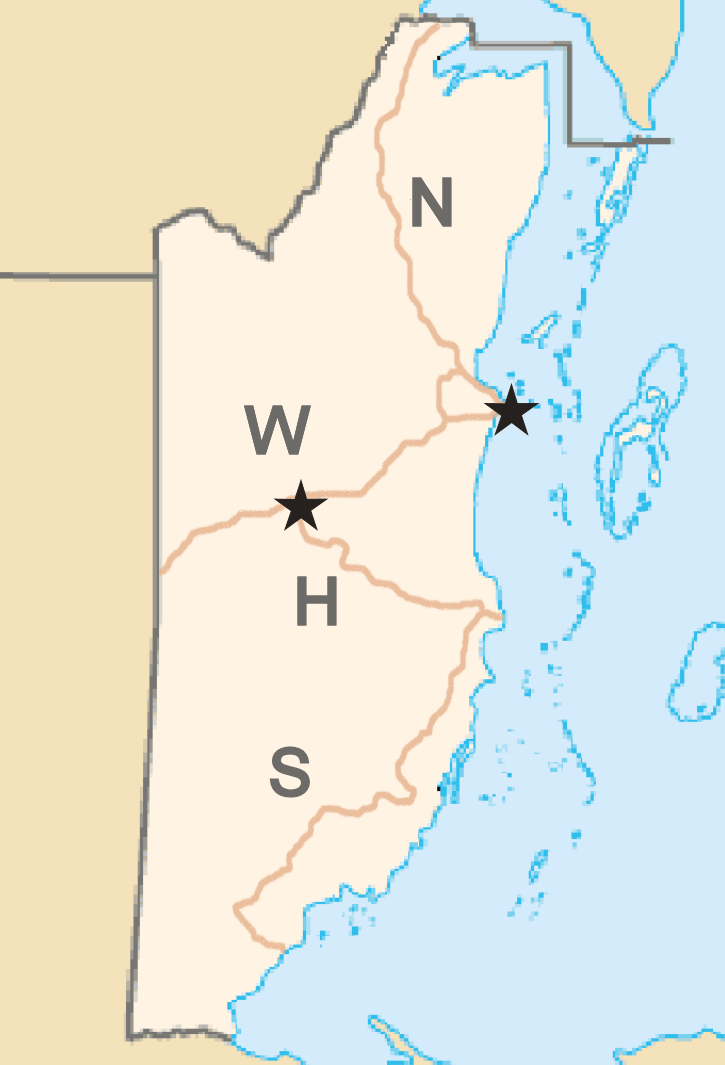
Highways in Belize. S bezeichnet den Southern Highway

Der Southern Highway ist einer der vier großen Highways im mittelamerikanischen Belize.
Er beginnt an der Einmündung des Hummingbird Highways bei Dangriga und führt bis Punta Gorda, von wo aus es keine weitere Straßenverbindung mehr gibt. Der Southern Highway ist bis etwa 50 Kilometer vor Punta Gorda befestigt und führt im ersten Teil östlich des Gebirgszuges der Maya Mountains entlang. Am Southern Highway liegen das Cockscomb Wildlife Reservat sowie die Mayaruinen von Lubaantun und Nim Li Punit.
Die Fahrzeit von Dangriga nach Punta Gorda beträgt etwa vier Stunden.